# ایستگاه راه‌آهن آتن
ایستگاه راه‌آهن آتن (یونانی: Σιδηροδρομικός Σταθμός Αθήνας) ایستگاه اصلی شهر آتن، یونان است.
این ایستگاه که در سال ۱۹۰۴ میلادی تأسیس شده به راه‌آهن سراسری یونان و همین‌طور خط ۲ متروی آتن متصل است.

## نگارخانه

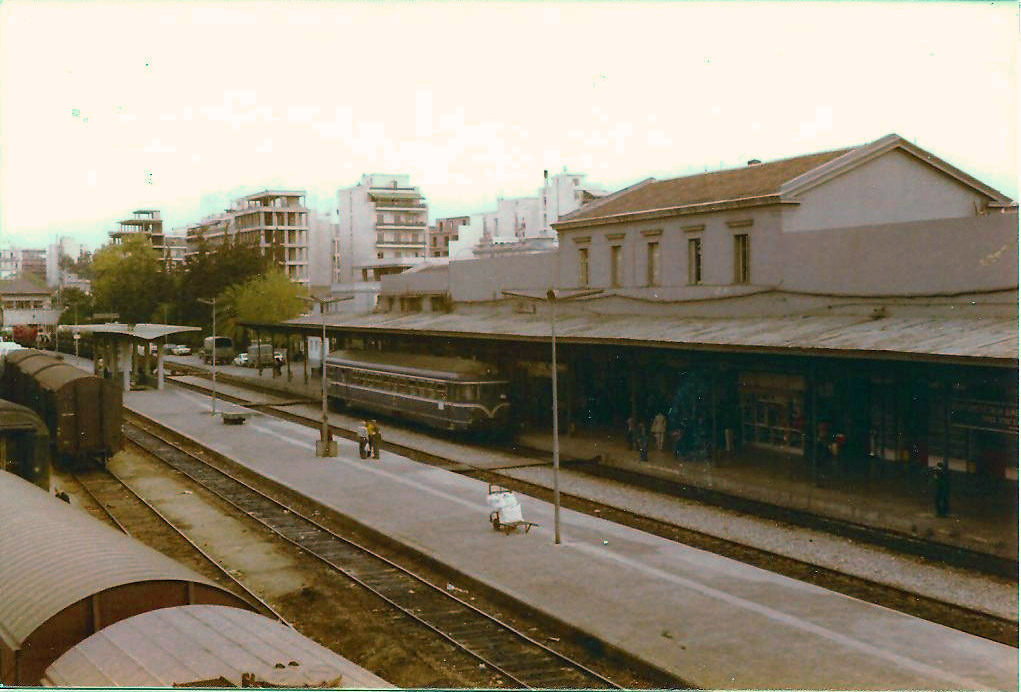
View of station platforms in 1979
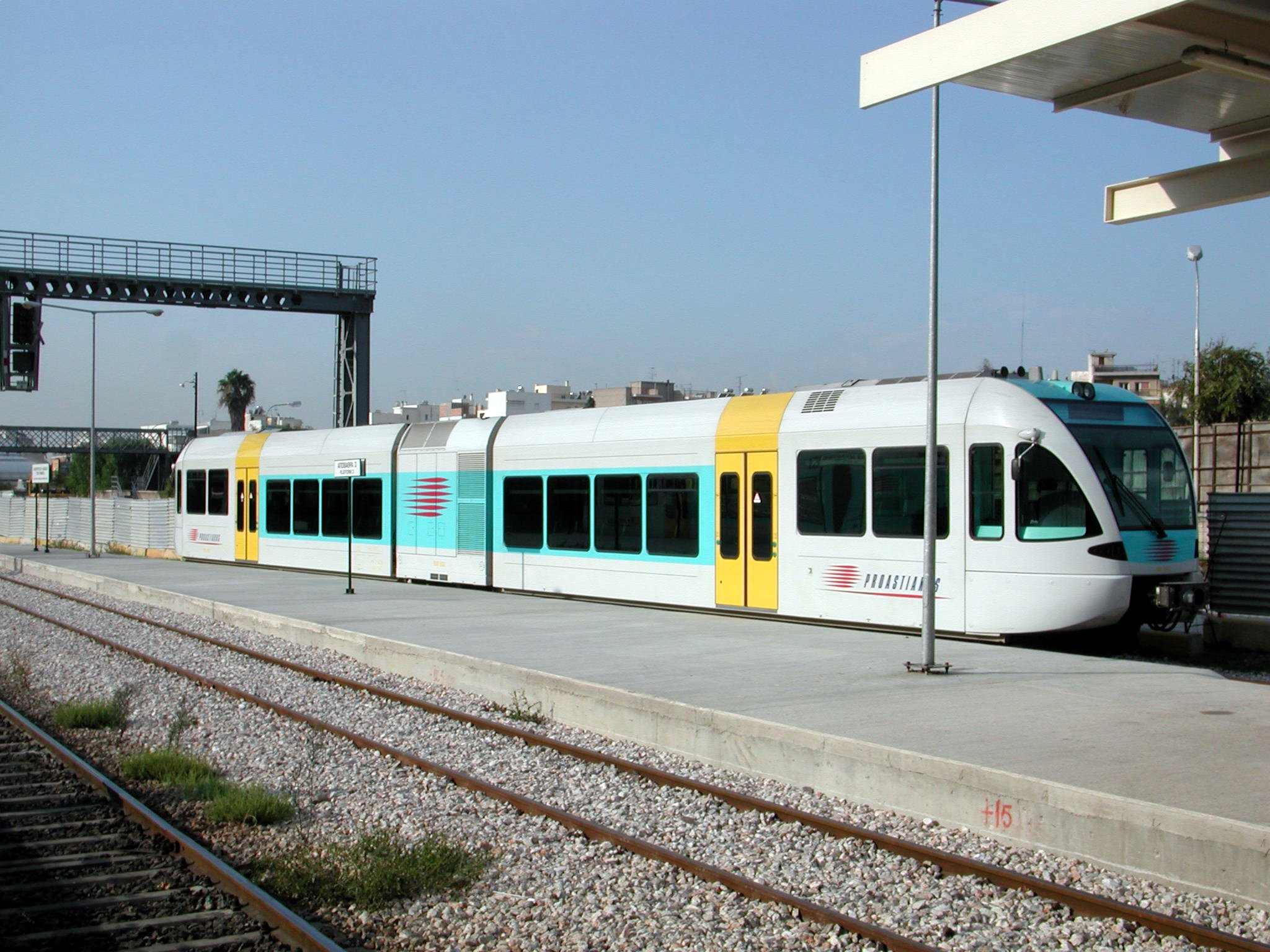
A Proastiakos suburban train at the station
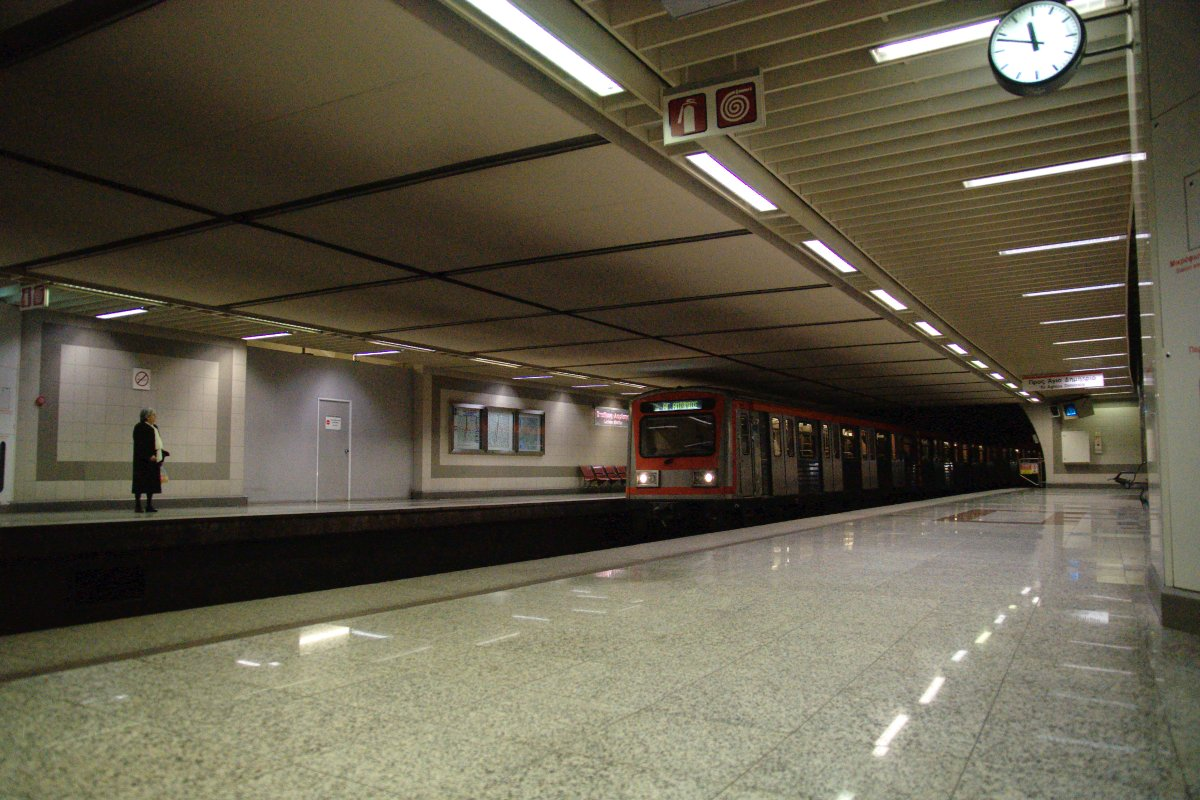
Metro station
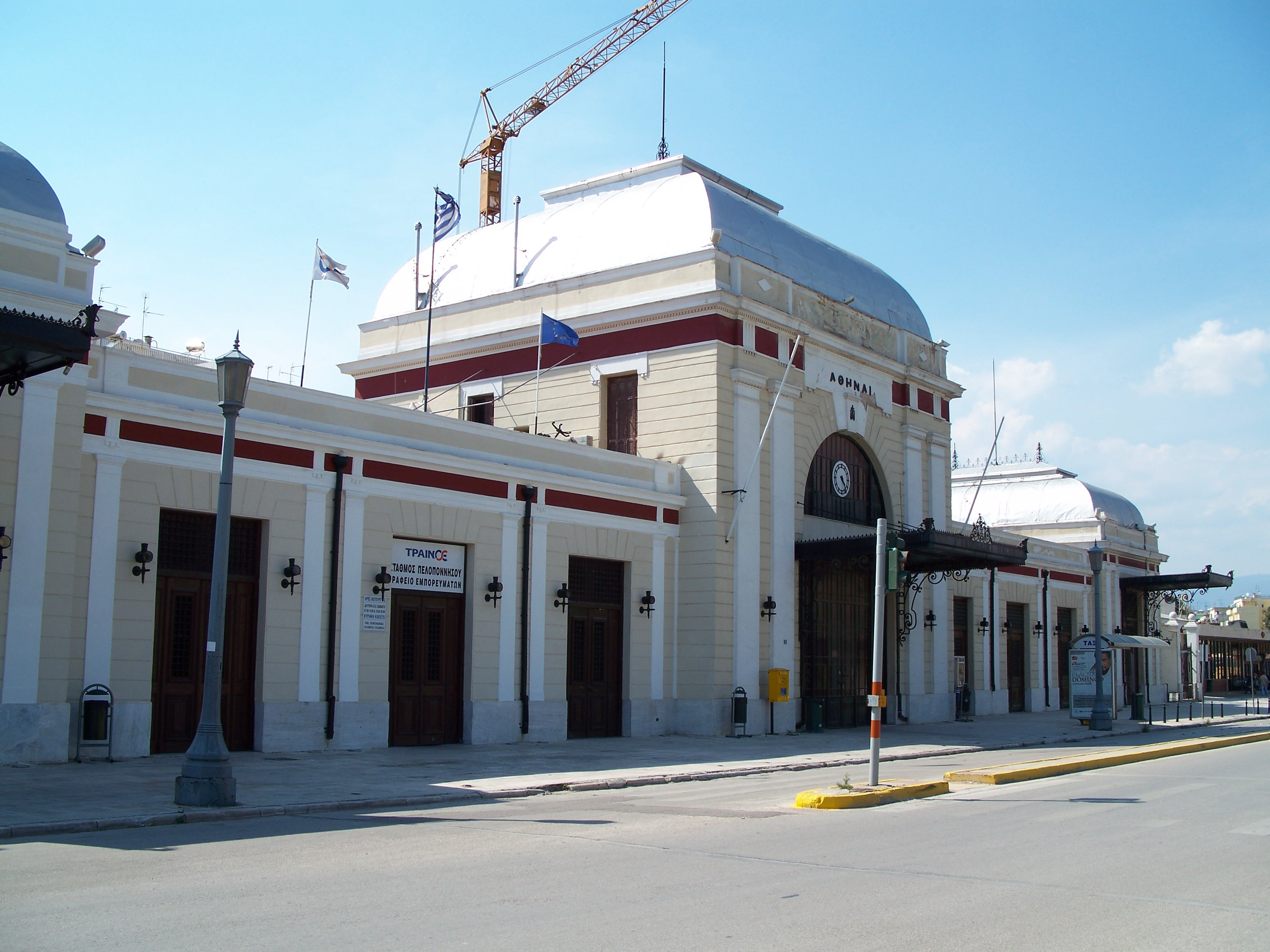
Building of "Peloponnisou" station